# آسنوفگراد
آسنوفگراد (به بلغاری: Асеновград) شهری در استان پلوودیو کشور بلغارستان است که جمعیت آن در سال ۲۰۰۱ میلادی ۵۲٬۱۱۶ نفر بوده‌است.